# Борисово (Посёлок Золотково)
Борисово — деревня в Гусь-Хрустальном районе Владимирской области России, входит в состав муниципального образования «Посёлок Золотково».

## География
Деревня расположена в 15 км на северо-восток от центра поселения посёлка Золотково и в 39 км на восток от Гусь-Хрустального.

## История
В конце XIX — начале XX века деревня входила в состав Заколпской волости Меленковского уезда, с 1926 года — в составе Бутылицкой волости Муромского уезда. В 1859 году в деревне числилось 21 дворов, в 1905 году — 41 дворов, в 1926 году — 53 двора.
С 1929 года деревня являлась центром Борисовского сельсовета Гусь-Хрустального района, с 1940 года — в составе Крюковского сельсовета, с 1971 года — в составе Лесниковского сельсовета, с 2005 года — в составе муниципального образования «Посёлок Золотково».

## Население
| 1859 | 1905 | 1926 | 2002 | 2010 | 2021 |
| ---- | ---- | ---- | ---- | ---- | ---- |
| 156  | ↗257 | ↘246 | ↘14  | ↘10  | ↘4   |